# Autochloris bijuncta
Autochloris bijuncta är en fjärilsart som beskrevs av Walker 1856. Autochloris bijuncta ingår i släktet Autochloris och familjen björnspinnare. Inga underarter finns listade i Catalogue of Life.